# Xian de Xixia
Pour les articles homonymes, voir Xixia (homonymie).
Le xian de Xixia (chinois : 西峡县 ; pinyin : Xīxiá Xiàn) est un district administratif de la province du Henan en Chine, placé sous la juridiction de la ville-préfecture de Nanyang.

## Divisions administratives
Depuis 2011, ce xian est divisé en 3 sous-districts, 10 bourgs et 6 cantons,.
| Nom court  | Nom officiel | Statut        | Année de création |
| ---------- | ------------ | ------------- | ----------------- |
| Baiyu      | 白羽街道     | Sous-district | 2006              |
| Zijin      | 紫金街道     | Sous-district | 2006              |
| Lianhua    | 莲花街道     | Sous-district | 2006              |
| Danshui    | 丹水镇       | Bourg         |                   |
| Xiping     | 西坪镇       | Bourg         |                   |
| Shuanglong | 双龙镇       | Bourg         |                   |
| Huiche     | 回车镇       | Bourg         |                   |
| Dinghe     | 丁河镇       | Bourg         |                   |
| Sangping   | 桑坪镇       | Bourg         |                   |
| Miping     | 米坪镇       | Bourg         |                   |
| Wuliqiao   | 五里桥镇     | Bourg         |                   |
| Taiping    | 太平镇       | Bourg         | 2009              |
| Chongyang  | 重阳镇       | Bourg         | 2009              |
| Tianguan   | 田关乡       | Canton        |                   |
| Yangcheng  | 阳城乡       | Canton        | 2011              |
| Zhaigen    | 寨根乡       | Canton        |                   |
| Shijiehe   | 石界河乡     | Canton        |                   |
| Junmahe    | 军马河乡     | Canton        |                   |
| Erlangping | 二郎坪乡     | Canton        | 2011              |

## Démographie
En tant que xian dans le recensement de 2020, Xixia a une population de 450 418 habitants dans 137 803 logements, soit une variation +1,35 % par rapport aux 444 414 habitants de 2010. 0,99 % de la population est issue de minorités ethniques. Avec une superficie de 3 453 km2, ce xian possède une densité de population de 130,44 hab/km2 en 2020.
Au recensement de 2010, Xixia abritait 444 414 habitants, dans un certain nombre de logements.[Combien ?] Avec une superficie de 3 453 km2, ce xian possédait une densité de 128,70/km2 en 2010.